# Xixunaga
Xixunaga (IAST: Śiśunāga; c. 413 – 395 a.C.) foi o fundador da dinastia de Xixunaga do Reino de Mágada, no atual norte da Índia.

## Vida
Xixunaga nasceu em dada incerta. Segundo o Maavançatica (Mahavamsatika), era filho dum Licchavi de Vaixali. Foi feito um nagara-xobini e amatia (oficial) do Reino de Mágada. Aquando da revolta que derrubou a dinastia de Harianca, era vice-rei em Varanássi do rei Nagadasaca. No rescaldo da revolta, foi aclamado rei, com seu reinado durando de 413 a 395 a.C.. Inicialmente, a sua capital era Rajagria e Vaixali era sua segunda residência real. Mais tarde, mudou a capital para Vaixali. Tomou o Reino de Avanti, derrotando Vartivardana, o último rei da dinastia de Pradiota, bem como os reinos de Côssala e Vatsa. A vitória de Mágada deve ter sido ajudada pela revolta que colocou Ariaca no trono de Ujaim. Os Puranas ainda dizem que colocou seu filho em Varanássi, onde governou de Guirivraja (Rajagria). Foi sucedido por seu filho Calaxoca.